# Josef Martínez
Pour les articles homonymes, voir Martínez et Mencia (homonymie).
Martínez  Mencia est un nom espagnol. Le premier nom de famille, en général paternel, est Martínez ; le second, en général maternel, souvent omis, est Mencia.
Josef Martínez Mencia, né le 19 mai 1993 à Valencia au Venezuela, est un footballeur international vénézuélien évoluant au poste d'attaquant au San José Earthquakes.

## Biographie

### Débuts au Caracas FC (2010-2011)
Josef Martínez fait ses débuts avec Caracas le 21 août 2010 contre Estudiantes de Mérida, entrant à la 70e minute de jeu (victoire 1-0). Il marque son premier but lors du match nul 2-2 contre Deportivo Petare le 21 novembre 2010.

### En route vers l'Europe avec les Young Boys (2012-2014)
Le 3 janvier 2012, Caracas annonce que Martínez est vendu au BSC Young Boys en Suisse en compagnie de Alexander Gonzalez et il s'engage pour une durée de quatre ans. Il fait ses débuts le 5 février 2012 contre le Servette FC. Après de bonnes performances, Martínez est appelé en équipe du Venezuela. Il marque ensuite son premier but avec les Young Boys le 21 octobre 2012 à la 50e minute sur une volée contre le Grasshopper Club Zurich. Titularisé pendant les deux premiers mois, il finit la saison 2011-2012 sur le banc. La saison suivante se passe mal et Martinez quitte l'équipe-type pour rejoindre le groupe U21 des Young Boys ou la réserve.

### Prêt au FC Thoune (2013-2014)
Après une saison dans la capitale suisse, il est prêté au FC Thoune. Il y marque huit buts en dix-huit rencontres avec l'équipe du Oberland bernois et termine parmi les meilleurs buteurs du championnat suisse.

### Passage en Serie A au Torino (2014-2017)
Il est transféré le 7 juin 2014 au club turinois du Torino FC, club de Serie A. Il fait ses débuts au troisième tour de la Ligue Europa 2014-2015, une rencontre remportée 3-0 contre l'IF Brommapojkarna. Il marque son premier but pour les Granata au match retour, gagné 4-0 à Turin. Le 7 décembre 2014, il marque son premier but en Serie A lors du match nul 2-2 contre l'US Palerme. Quatre jours plus tard, il marque son premier doublé en Ligue Europa contre le FC Copenhague, avec une victoire 1-5 en faveur du Torino. Le 30 avril 2016, il marque son premier doublé en Série A lors de la victoire 5-1 contre l'Udinese.

### Vedette à Atlanta (2017-2022)
Prêté la saison suivante à Atlanta United en MLS. Il débute lors de la première rencontre de la saison. Il marque son premier triplé la semaine suivante. Le 18 mars 2017, il marque un doublé contre le Fire de Chicago dans une victoire de 4-0. Après ces très bons débuts sous le maillot d'Atlanta, la franchise de Géorgie décide de recruter Josef Martínez de manière permanente le 21 mars 2017 pour la somme de 8.2 millions d'euros.
Josef Martínez a inscrit six triplés pour le compte d'Atlanta United, ce qui fait de lui le joueur de MLS à avoir réalisé le plus de coups du chapeau, depuis la saison inaugurale du championnat en 1996.
Le 29 septembre 2021, Martínez marque son centième but pour Atlanta lors d'une victoire face à l'Inter Miami où il inscrit le seul but de la rencontre (1-0).
La saison 2022 est plus difficile et sa relation avec l'entraîneur Gonzalo Pineda se détériore. Cette situation atteint son paroxysme lorsqu'il est suspendu par son club pour un match début septembre en raison de son comportement au sein de l'équipe,. Au terme de la saison, les médias relaient une volonté de part et d'autre pour trouver une porte de sortie à l'international vénézuelien avant le retour en 2023,.

### Suite à l'Inter Miami et au CF Montréal (depuis 2023)
Le 18 janvier 2023, à la suite du rachat de son contrat par Atlanta United, il devient libre et signe le même jour à l'Inter Miami,. Le 19 août, Miami remporte la toute première édition de la Leagues Cup, dans laquelle Martínez inscrit trois buts.
Le 21 octobre, l’entraîneur chef du club, Gerardo Martino, annonce que le contrat de Martinez ne sera pas renouvelé. Quatre jours plus tard, son contrat est rompu.
Le 6 février 2024, le CF Montréal officialise la venue de Josef Martínez pour une saison.

### Équipe nationale
Josef Martínez est convoqué pour la première fois en sélection le 7 août 2011 lors d'un match amical contre le Salvador (défaite 2-1). Le 22 mai 2013, il marque son premier but en sélection lors d'un match amical contre le Salvador (victoire 2-1).
Le 10 novembre 2016 (11e journée des éliminatoires de la Coupe du monde de football 2018 : zone Amérique du Sud), il inscrit son premier triplé en sélection nationale face à la Bolivie (victoire 5-0 du Venezuela à l'Estadio Monumental de Maturín).
Au total il compte 67 sélections et 14 buts en équipe du Venezuela depuis 2011.

## Statistiques
| Saison                | Club                  | Championnat           | Championnat | Championnat | Coupe(s) nationale(s) | Coupe(s) nationale(s) | Compétition(s) continentale(s) | Compétition(s) continentale(s) | Compétition(s) continentale(s) | Séries | Séries | Total | Total |
| Saison                | Club                  | Division              | M.          | B.          | M.                    | B.                    | Comp.                          | M.                             | B.                             | M.     | B.     | M.    | B.    |
| 2010                  | Caracas FC            | Primera División      | 21          | 4           | -                     | -                     | CS                             | 2                              | 0                              | -      | -      | 23    | 4     |
| 2011                  | Caracas FC            | Primera División      | 15          | 4           | -                     | -                     | CL                             | 5                              | 1                              | -      | -      | 20    | 5     |
| Sous-total            | Sous-total            | Sous-total            | 36          | 8           | -                     | -                     | -                              | 7                              | 1                              | -      | -      | 43    | 9     |
| 2011-2012             | BSC Young Boys        | Super League          | 11          | 0           | -                     | -                     | -                              | -                              | -                              | -      | -      | 11    | 0     |
| 2012-2013             | BSC Young Boys        | Super League          | 8           | 1           | 1                     | 0                     | -                              | -                              | -                              | -      | -      | 9     | 1     |
| 2013-2014             | BSC Young Boys        | Super League          | 36          | 10          | 3                     | 1                     | C3                             | 11                             | 1                              | -      | -      | 50    | 12    |
| Sous-total            | Sous-total            | Sous-total            | 55          | 11          | 4                     | 1                     | -                              | 11                             | 1                              | -      | -      | 70    | 13    |
| 2014-2015             | Torino FC             | Serie A               | 26          | 3           | 1                     | 1                     | C3                             | 13                             | 3                              | -      | -      | 40    | 7     |
| 2015-2016             | Torino FC             | Serie A               | 21          | 3           | 2                     | 1                     | -                              | -                              | -                              | -      | -      | 23    | 4     |
| 2016-2017             | Torino FC             | Serie A               | 11          | 1           | 2                     | 1                     | -                              | -                              | -                              | -      | -      | 13    | 2     |
| Sous-total            | Sous-total            | Sous-total            | 58          | 7           | 5                     | 3                     | -                              | 13                             | 3                              | -      | -      | 76    | 13    |
| 2017                  | Atlanta United        | MLS                   | 20          | 19          | 1                     | 1                     | -                              | -                              | -                              | 1      | 0      | 22    | 20    |
| 2018                  | Atlanta United        | MLS                   | 34          | 31          | 0                     | 0                     | -                              | -                              | -                              | 5      | 4      | 39    | 35    |
| 2019                  | Atlanta United        | MLS                   | 29          | 27          | 2                     | 1                     | LCC+CC                         | 4+1                            | 3+1                            | 3      | 1      | 39    | 33    |
| 2020                  | Atlanta United        | MLS                   | 1           | 0           | -                     | -                     | LCC                            | 2                              | 2                              | -      | -      | 3     | 2     |
| 2021                  | Atlanta United        | MLS                   | 24          | 12          | -                     | -                     | LCC                            | 4                              | 0                              | 1      | 0      | 29    | 12    |
| 2022                  | Atlanta United        | MLS                   | 26          | 9           | 0                     | 0                     | -                              | -                              | -                              | -      | -      | 26    | 9     |
| Sous-total            | Sous-total            | Sous-total            | 134         | 98          | 3                     | 2                     | -                              | 11                             | 6                              | 10     | 5      | 158   | 111   |
| 2023                  | Inter Miami           | MLS                   | 20          | 6           | 5                     | 1                     | LCup                           | 7                              | 3                              | -      | -      | 32    | 10    |
| Total sur la carrière | Total sur la carrière | Total sur la carrière | 303         | 130         | 17                    | 7                     | -                              | 49                             | 14                             | 10     | 5      | 379   | 156   |

### En sélection nationale
| Saison                | Sélection             | Phases finales          | Phases finales | Phases finales | Phases finales | Éliminatoires CDM | Éliminatoires CDM | Éliminatoires CDM | Matchs amicaux | Matchs amicaux | Matchs amicaux | Total | Total | Total |
| Saison                | Sélection             | Compétition             | M              | B              | Pd             | M                 | B                 | Pd                | M              | B              | Pd             | M     | B     | Pd    |
| --------------------- | --------------------- | ----------------------- | -------------- | -------------- | -------------- | ----------------- | ----------------- | ----------------- | -------------- | -------------- | -------------- | ----- | ----- | ----- |
| 2011-2012             | Venezuela             | -                       | -              | -              | -              | -                 | -                 | -                 | 3              | 0              | 0              | 3     | 0     | 0     |
| 2012-2013             | Venezuela             | -                       | -              | -              | -              | 3                 | 0                 | 1                 | 2              | 1              | 1              | 5     | 1     | 2     |
| 2013-2014             | Venezuela             | -                       | -              | -              | -              | 3                 | 0                 | 0                 | 1              | 1              | 0              | 4     | 1     | 0     |
| 2014-2015             | Venezuela             | Copa América 2015       | 2              | 0              | 0              | -                 | -                 | -                 | 5              | 1              | 0              | 7     | 1     | 0     |
| 2015-2016             | Venezuela             | Copa América Centenario | 4              | 1              | 0              | 4                 | 1                 | 0                 | 4              | 0              | 1              | 12    | 2     | 1     |
| 2016-2017             | Venezuela             | -                       | -              | -              | -              | 7                 | 4                 | 0                 | -              | -              | -              | 7     | 4     | 0     |
| 2017-2018             | Venezuela             | -                       | -              | -              | -              | 4                 | 0                 | 0                 | -              | -              | -              | 4     | 0     | 0     |
| 2018-2019             | Venezuela             | Copa América 2019       | 3              | 1              | 0              | -                 | -                 | -                 | 6              | 1              | 0              | 9     | 2     | 0     |
| 2020-2021             | Venezuela             | Copa América 2021       | -              | -              | -              | 2                 | 0                 | 0                 | -              | -              | -              | 2     | 0     | 0     |
| 2021-2022             | Venezuela             | -                       | -              | -              | -              | 5                 | 1                 | 0                 | -              | -              | -              | 5     | 1     | 0     |
| 2022-2023             | Venezuela             | -                       | -              | -              | -              | -                 | -                 | -                 | 5              | 2              | 0              | 5     | 2     | 0     |
| 2023-2024             | Venezuela             | Copa América 2024       | -              | -              | -              | 3                 | 0                 | 0                 | -              | -              | -              | 3     | 0     | 0     |
| Total sur la carrière | Total sur la carrière | Total sur la carrière   | 9              | 2              | 0              | 31                | 6                 | 1                 | 26             | 6              | 2              | 66    | 14    | 3     |

## Palmarès

### Collectif

#### Atlanta United
- Vainqueur de la Coupe MLS en 2018
- Vainqueur de la Coupe des États-Unis en 2019

#### Inter Miami CF
- Vainqueur de la Leagues Cup en 2023

### Individuel
- Récipiendaire du Trophée du meilleur joueur de MLS en 2018
- MLS Golden Boot en 2018
- Participant au Match des étoiles de la MLS en 2018 et 2019
- Meilleur joueur du Match des étoiles de la MLS en 2018
- Meilleur joueur de la Coupe MLS en 2018
- But de l'année en 2019
- Nommé dans l'équipe type de la MLS (MLS Best XI) en 2017, 2018 et 2019